# Базилика Святого Лаврентия за городскими стенами
Бази́лика Свято́го Лавре́нтия за городски́ми сте́нами (итал. San Lorenzo fuori le Mura; Сан-Лоре́нцо-фу́ори-ле-Му́ра) или Базилика Святого Лаврентия на Тибуртинской дороге — одна из семи паломнических церквей Рима. 

## История
В 330 году император Константин Великий построил церковь над древней молельней на месте, где был похоронен святой архидиакон Лаврентий. Храм был перестроен в 578 году Пелагием II, и он является самой старой частью современной базилики (нижняя церковь). 
Пелагий II возобновил и расширил уже существовавшую над захоронением св. Лаврентия церковь, а на триумфальной арке базилики приказал написать, что храм этот возведен под мечами врагов (лангобардов). «Надпись эта существует до сих пор, – говорит Ф. Грегоровиус в 1859-1872 годах, –  и служит памятником одной из самых мрачных эпох в существовании Рима».
Новая церковь была построена в XIII веке папой Гонорием III и присоединена к более старой церкви.
С 1374 по 1847 годы в базилике Сан-Лоренцо находилась кафедра латинских патриархов Иерусалима.
В 1865 году перед базиликой была установлена колонна из красного гранита, увенчанная бронзовой статуей святого Лаврентия работы Стефано Галлетти. 

### Подробное описание церкви в середине XIX века Ф. Грегоровиусом
В настоящее время (т. е. в 1859–1872 годах – говорит Ф. Грегоровиус) арка Пелагия делит замечательную церковь на две части, на переднюю церковь, несомненно более позднего происхождения, и на часовню, построенную раньше. Последняя первоначально была построена в катакомбах, в которых еще поныне можно видеть могильные ниши и следы древней живописи. В этой части имеются две колоннады, поставленные одна над другой. Нижние колонны, по пяти с каждой стороны и две у хора, прекрасны и производят впечатление античных колонн; их капители не одинакового стиля, частью коринфского, частью фантастического, но все красивы; две колонны украшены победными трофеями. Архитрав грубо сложен из остатков древних сооружений, и нет сомнения, что эти остатки были похищены из великолепных храмов времен расцвета империи. Эта колоннада существовала, вероятно, еще до Пелагия, и он только велел на ее архитраве поставить верхний ряд меньших колонн, так как в самое первое время могила мучеников представляла подобие храма, будучи обнесенной, по-видимому, лишь одним рядом колонн, и уже позднее была пристроена задняя церковь, в которую теперь ведут 11 ступеней. Из расположения здания видно, что первоначальный план могилы мученика не был рассчитан на устройство базилики; чтобы устроить ее. Пелагий, вероятно, выстроил переднюю церковь, перекинул над исповедальней триумфальную арку и затем в древней зале с колоннами воздвиг вверху хоры; таким образом получился пресбитерий. Помещенный под древними мозаиками и повествующий о храме дистих указывает, по-видимому, на такое двойное сооружение.
Триумфальную арку Пелагий украсил мозаикой, которая в настоящее время вследствие реставрации, в значительной степени утратила свой древний характер. Христос в черном одеянии сидит на земном шаре, в левой руке он держит посох с крестом, а правой, поднятой, благословляет. По сторонам Христа апостолы Петр и Павел; возле Павла свв. Стефан и Ипполит, а возле Петра св. Лаврентий с раскрытой книгой в руках и Пелагий, которого мученик как бы представляет Христу. Папа в белом одеянии, с непокрытой головой и без сияния вокруг нее, держит в руках изображение своего сооружения. Наконец, по обеим сторонам в старинном стиле изображены еще сверкающие золотом города Иерусалим и Вифлеем. Св. Лаврентий представлен здесь не в том юношеском, привлекательном образе, который ему так же, как и св. Стефану, был придан позднее церковным искусством. 

### Базилика в XX веке
Храм был серьезно повреждён в результате союзнических бомбардировок Рима 19 июля 1943 года. После капитального ремонта храм открылся в 1949 году.
Вокруг храма простирается относительно современное кладбище Кампо Верано.

## Святыни
Под алтарем в крипте базилики расположена гробница, в которой находятся мощи архидиакона Лаврентия, архидиакона Стефана и пресвитера Иустина.
В нижней базилике VI века в стену вмурована каменная плита с большим пятном, на которую, по преданию, положили тело святого Лаврентия после того, как его сняли с решётки, на которой он был казнён.

## В церкви похоронены
- Гиларий, римский папа
- Дамасий II, римский папа
- Пий IX, римский папа
- Альчиде де Гаспери, премьер-министр Италии